# 이웃집에 신이 산다
《이웃집에 신이 산다》(프랑스어: Le Tout Nouveau Testament)는 2015년에 공개된 영화이다. 제73회 골든 글로브상 외국어 영화상에 후보로 올랐다.

## 출연

### 주연
- 브누와 뽀엘부르드
- 욜랜드 모로
- 까뜨린느 드뇌브
- 프랑소아 다미앙
- 필리 그로인

### 조연
- 마코 로렌지니
- 서지 라리비에레
- 로라 베린덴
- 디디에 드 넥
- 로망 젤랭
- 안나 텐타
- 요한 헬덴베르그
- 데이빗 머기아
- 조앙 레쌍
- 도미니크 아벨
- 샌드린 라로체
- 파스칼 뒤켄
- 노버트 루틸리
- 디에고 달만스

## 기타
- 총괄프로듀서: 장-이브 아셀린
- 프로듀서: 올리비에 로신
- 프로듀서: 자코 반 도마엘
- 공동프로듀서: 데이빗 클레이큰스
- 공동프로듀서: 데이빗 그룸바크
- 공동프로듀서: 다니엘 마르쿠엣
- 공동프로듀서: 프랭크 반 파셀
- 공동프로듀서: 알렉스 버바에르
- 공동프로듀서: 알레트 질베르베르그
- 공동프로듀서: 필립 로기
- 라인프로듀서: 장-이브 아셀린
- 사운드: 마리아 캐롤리나 산타나 카라발로 그램코
- 사운드디자인: 뤽 컬리넌
- 미술: 실비 올리브
- 아트팀: 로리 크로첼렛
- 소품팀: 마누엘 데물링
- 특수효과: 에릭 드 울프
- 특수효과: 얀 드발